# Zunyi (Kreis)
Zunyi (遵义县,  Zūnyì Xiàn) war ein Kreis, der zum Verwaltungsgebiet der bezirksfreien Stadt Zunyi in der südchinesischen Provinz Guizhou gehörte. Er hatte eine Fläche von 4.104 Quadratkilometern und zählte im Jahre 2012 etwa 1,21 Millionen Einwohner. Im Jahre 2015 wurde er aufgelöst.
Die Bevölkerungszählung des Jahres 2000 hatte eine Gesamtbevölkerung von 1.243.193 Personen in 323.302 Haushalten ergeben, davon 648.257 Männer und 594.936 Frauen. Damals bestand der Kreis aus 33 Großgemeinden und zwei Nationalitätengemeinden.

## Administrative Gliederung
Auf Gemeindeebene setzte sich der Kreis im Jahre 2015 aus neunundzwanzig Großgemeinden und zwei Nationalitätengemeinden zusammen. Diese waren:
- Großgemeinde Nanbai 南白镇
- Großgemeinde Longkeng 龙坑镇
- Großgemeinde Sancha 三岔镇
- Großgemeinde Goujiang 苟江镇
- Großgemeinde Sanhe 三合镇
- Großgemeinde Wujiang 乌江镇
- Großgemeinde Xiazi 虾子镇
- Großgemeinde Sandu 三渡镇
- Großgemeinde Xindan 新舟镇
- Großgemeinde Yongle 永乐镇
- Großgemeinde Longping 龙坪镇
- Großgemeinde Laba 喇叭镇
- Großgemeinde Tuanxi 团溪镇
- Großgemeinde Tiechang 铁厂镇
- Großgemeinde Xiping 西坪镇
- Großgemeinde Shangji 尚稽镇
- Großgemeinde Maoli 茅栗镇
- Großgemeinde Xinmin 新民镇
- Großgemeinde Yaxi 鸭溪镇
- Großgemeinde Shiban 石板镇
- Großgemeinde Leshan 乐山镇
- Großgemeinde Fengxiang 枫香镇
- Großgemeinde Banshui 泮水镇
- Großgemeinde Mati 马蹄镇
- Großgemeinde Shawan 沙湾镇
- Großgemeinde Songlin 松林镇
- Großgemeinde Maoshi 毛石镇
- Großgemeinde Shanpen 山盆镇
- Großgemeinde Zhilin 芝麻镇
- Gemeinde Hongguan der Miao 洪关苗族乡
- Gemeinde Pingzheng der Gelao 平正仡佬族乡[3]

Der Sitz der Kreisregierung befand sich in der Großgemeinde Nanbai.
Im Jahre 2015 wurde der Kreis Zunyi aufgelöst. Das von ihm ursprünglich verwaltete Gebiet wurde auf den neugegründeten Stadtbezirk Bozhou und die damals bereits existierenden Stadtbezirke Honghuagang und Huichuan aufgeteilt.

## Kultur
In der Großgemeinde Songlin des Kreises wurde die Niutitang-Faunengemeinschaft (Niutitang dongwuqun 牛踢塘动物群) entdeckt.